# Pataki Sámuel (orvos, 1692–1766)
Sárospataki Pataki Sámuel (Torockószentgyörgy, 1692. január 1. – Kolozsvár, 1766. október 8.) orvosdoktor.

## Élete
Pataki István görgényi református pap (kinek atyja, Pataki István, 1638-ban költözött Zemplén megyéből Erdélybe) és Nagy Böszörményi Katalin fia. Középiskoláit a kolozsvári református főiskolában végezte. Ezután Teleki Pál gróf fiának, Ádámnak volt hét évig nevelője. 1720-ban, részben Teleki Pál gróf költségén, külföldi egyetemekre ment. Tanult a franekeri egyetemen, 1721-ben az utrechti egyetemen, 1723-ban a leideni egyetemen és Halléban. 1726-ban jött vissza hazájába; előbb Kendilónán telepedett le mint orvos, ahol még azon év október 1-jén nőül vette Dálnoki Máriát; 1728-ban Désre (ahol városi tanácsos és az ekklézsia gondnoka is volt), 1738-ban pedig Kolozsvárra költözött, ahol 13 évig a református főiskola gondnoka volt. Mint orvos nagy tiszteletnek és hírnévnek örvendett; a szegényeknek maga tartott gyógyszertárt.

## Munkái
- Tractatus de peste...
- Nomenclator plantarum Transilvaniae...
- Observationes clinicae. (Weszprémi ily hiányosan adja e munkák címét).

### Kéziratban
- Totius vitae meae cursus, peregrinationis, experientiae ac conversationis compendium c. emlékirata, mely sok művelődéstörténeti adatot tartalmaz. (Pataki Jenő kolozsvári orvos birtokában.)